# アシル化
アシル化（アシルか、acylation）とは、有機化合物にアシル基を導入する反応の事である。正式にはアルカノイル化という。
アシル基を供給するアシル化剤としてカルボン酸ハロゲン化物やカルボン酸無水物がよく用いられる。これらはルイス酸を作用させることで強い求電子剤となる。例えば以下のフリーデル・クラフツ反応では塩化アセチルがアシル化剤、塩化アルミニウムが触媒として用いられて、次式のようにベンゼン環上にアシル基(アセチル基)を導入する。
この反応は芳香族求電子置換反応のひとつで、機構は下のように理解されている。
カルボン酸ハロゲン化物やカルボン酸無水物はまた、アミンをアシル化してアミドを生成したり、アルコールをアシル化してエステルに変換する反応にも用いられる。アミンやアルコールは求核剤で、反応の形式は求核付加-脱離機構となる場合が多い。反応を進行させるためにピリジンなどの塩基が用いられ、アシル化剤の活性化、生じる酸の中和などにはたらく。
{\displaystyle {\ce {{RC(=O)X}+ R'OH -> RC(=O)OR'}}}
{\displaystyle {\ce {{RC(=O)OC(=O)R}+ R'NH2 -> RC(=O)NHR'}}}
コハク酸もまた、ある種のアシル化反応を行うのにしばしば用いられる。工業的には、アスピリンの合成過程で、カルボン酸ハロゲン化物によるサリチル酸のアセチル化が行われている。
ケテン (RR'C=C=O) もまた、求核剤の付加によりアシル化化合物を与える。
{\displaystyle {\ce {{RR'C=C=O}+ R''OH -> RR'CH-C(=O)OR''}}}